# Zethes bruzzanaria
Zethes bruzzanaria là một loài bướm đêm trong họ Erebidae.